# Sustav srodstva
Sustav srodstva, biološko pripadništvo srodnicima, veza je između pojedinca koja nastaje na osnovi braka, napose je značajna za primitivna društva. 
Prema proučavanjima Lewis Henry Morgana danas poznajemo šest osnovnih sustava od kojih 4 nalazimo među američkim domorocima, među kojima je bifurkacijsko stapanje, odnosno  'bifurcate merging'  ili Iroquois prozvan po plemenskom imenu Irokeza te blizak sustavima terminologije Crow ili Vrana Indijanaca i sustavu Omaha. Njegov rad nastao je na proučavanju podataka o rodbinskim vezama, koje je uz pomoć vlade dobio za 139 različitih skupina iz Sjeverne Amerike, Azije, Oceanije i Europe. 
Linearno srodstvo, četvrto na američkom tlu, tipičan je za Europu, s naglaskom na nuklearnu obitelj, s linearnim rođacima (majka, brat, otac, sestra), a svi ostali rođaci grupirani su u kategorije. Koriste se klasifikacijski (gdje se srodstvo klasificira po klasama srodnika) i naravno deskriptivni termini, praveći razliku u spolu, generaciji i srodstvu koje može biti direktno i kolateralno u kojoj nalazimo strica i brata. Deskriptivni sustav ili sudanski (Sudanese), ima nomenklaturu koja se upotrebljava isključivo po vertikalnoj liniji.

## Srodstveni sustav
Razlučivanje na srodničke skupine: objektivna pripadnost.
Srodnička mreža: subjektivna pripadnost
- 1. bilateralni sustav, srodstvo se priznaje po obje strane (Hrvati, Slovenci, etc)
- 2. unilinearni sustav, srodnici se priznaju samo po jednoj strani.
- a). patrilinearno načelo, dijete pripada očevoj skupini.
- b). matrilinearno načelo, dijete pripada skupini majke

## Srodstvena nomenklatura
Kolateralni ili bočni srodnici
stric
brat
Okomita linija
djed
otac
ego
kćer
Morgan je svojim sustavnim proučavanjem koja je vršio među plemenima raznih sjevernoameričkih Indijanaca razlučio deskriptivne i klasifikacijske sustave
- deskriptivni sustavi:

označuje srodnike nuklearne obitelji ,s kako je već spomenuto, nomenklaturom koja se upotrebljava isključivo po vertikalnoj liniji (otac, stric; stric=otac). Ovo nalazimo kod Indoeuropljana i Semita. 
- klasifikacijski sustavi:

to su sustavi koji imaju jednaku terminologiju za linearnog i kolinearnog rođaka što proizlazi iz bifurkacijskog stapanja. (otac, stric; stric=otac).

## Obitelj, brak i odnosi krvnog srodstva
Morganu dvije glavne podjele na klasifikacijske i deskriptivne sustave znače osnovnu podjelu na civilizirane i necivilizirane narode, u kojima kod deskriptivnih sustava brak se zasniva na monogamiji, a u klasifikacijskom na poligamiji ili promiskuitetnim brakovima. 
Obitelj je temeljna zajednica mnogih društava zasnovana na braku i odnosima krvnog srodstva, koja je kroz svoj razvoj od prijelaza iz ranog u kasni paleolitik pa do danas pretrpjela mnoge promjene i svakako se javlja pojavom roda, ali se javlja i u više oblika
Smatra se da je  'obitelj krvnog srodstva'  prvotni oblik ove institucije, a nastala je iz neregularnih spolnih odnosa u plemenu. Ovaj prvotni oblik možda još i danas nije nestao, a incestni brakovi poznati su i kod nekih visoko-civiliziranih naroda, i to poglavito među vladarima (Egipćani i Inke).
Obitelj punalua nastaje iz gensa, a poznajemo je kod Havajaca. Punalua brak se zasniva na zajedničkom životu više braće ili sestara sa svojim ženama, odnosno muževima. U sindijazmičkoj obitelji muškarac živi s jednom ženom, ali s pravom da muškarac ima pravo na ljubavnicu i pravo na poliginiju. Kod nekih Indijanaca u Sjevernoj Americi bio je običaj da se nevjernoj ženi odsječe nos, i osnovno je pravilo u sindijazmičkoj obitelji da se ženska nevjera strogo kažnjava. Posljednja dva oblika obitelji su patrijarhalna koja nastaje u Starom vijeku, te najrazvijeniji monogamni oblik, zasnovan na bračnoj vezi jednog muškarca i žene.

## Sustavi krvnog srodstva
Deskriptivni sustav  -Sudansko srodstvo: maksimalno razlučivanje ili mehanizam bifurkacijske kolateralnosti
Sudanska tipologija je deskriptivna i najkompliciranija među svim sustavima. Javlja se kod nuklearne obitelji (otac, majka, brat, sestra, sin, kćer) kakve imamo među Indoeuropljanima i semitskim narodima, a prozvan je po narodima južnog Sudana. Sudanski sustav postojao je i kod starih Latina, anglosaksonskih društava, kao i suvremenih Turaka i kineskih zajednica. Nomenklatura se koristi po vertikalnoj liniji djed – otac – Ego – kćer/sin. Ovaj sustav sadržava nazive za sve Egove rođake, i temelji se na njihovoj udaljenost od Ega, rodu i spolu. Pravi se razlika između brata Egovog oca, kao i brata Egove majke. 
Eskimo - eskimska tipologija
Eskimski ili linearni sustav srodstva nalazimo i u Europi i u Sjevernoj Americi, pa i kod !Kung Bušmana u Kalahariju. Tipologija je deskriptivna, označava srodnike jedne nuklearne obitelji, a svaki srodnik ima svoj termin. -Kod samih Eskima nalazimo nekoliko pod-tipova, 4 ujaka/ujne kod Bakrenih Eskima u području kanadskog Arktika. Eskimski sustav je i bilateralan, pa nailazimo na afinalne i biološke srodnike kod zapadnogrenladskih Inuita.
Klasifikacijska havajska tipologija
Hawajski sustav raširen je među otočnim narodima Oceanije, tipologija mu je klasifikacijska i rođaci se razlikuju tek po generaciji i spolu. Nije rijetko da pripadnici polinezijskih naroda znaju nabrojati sve svoje pretke unazad nekoliko stotina godina.  Ego sve srodnike generacije (parentalna generacija)  naziva  'očevima'  i  'majkama' , a u generaciji djece svu braću i bratučed zove  'braćom' , i sestre i sestrične  'sestrama' .
Irokeški sustav - mehanizam bifurkuracijskog stapanja
Irokeška tipologija je klasifikacijska, termini otac i stric su jednaki. Osim u Americi bio je doskora raširen i po ruralnoj Kini, a danas ga nalazimo među Hindusima južne Indije i na Šri Lanki.
Omaha
Omaha Indijanci su za razliku od Irokeza patrilinearni, a u sustavu dolazi do stapanja srodnika po materinskoj liniji, stric i bratanac se imenuju istim terminom. Ovaj sustav u svijetu još nalazimo kod plemena Igbo u Africi i Dani Papuanaca na Novoj Gvineji.
Crow ili bifurkacija stapanja
Vrane su matrilinearna zajednica i sustav prozvan po njima nalazimo širom svijeta, danas je očuvan među nekim zajednicama na američkom Jugozapadu, kod Hopi i Navaho Indijanaca. Do stapanja dolazi među križnim srodnicima po očevoj strani, u kojima su termini otac, stric i bratanac jednaki. Očeve sestre sin ima isti termin kao otac, a očeve sestre kćer, isti kao očeva sestra. Bifurkacija stapanja je mehanizam koji proizvodi klasifikacijski sustav, pa se time znači termini odnose na sve generacije srodnika. Sve srodnice Egove majke su  'majke' , a srodnici generacije Egovog oca su  'očevi' .

## Rasprostranjenost
Morgan sustave srodstva dijeli u dvije osnovne skupine i naziva ih deskriptivnim u kojima se razlikuju linearne i kolateralne loze koje imamo kod Židova, Arapa, Armenaca, kod iranskih naroda, razni uralski narodi: Estonci, Finci, Mađari i Turci. Pojmovi kao  'otac'  i  'očev brat'   ne označavaju se u deskriptivnim sustavima jednako kao u klasifikacijskim, u koje Morgan svrstava tzv. ganovanske narode (narode luka i strijele). Klasifikacijske sustave nalazimo osim kod Američkih Indijanaca i kod naroda kao što su Hindusi i Japanci, razni malajski narodi i narodi u području Oceanije.

## Vanjske poveznice
- Kinship Terminology  Arhivirana inačica izvorne stranice od 28. travnja 2007. (Wayback Machine)
- Kinship: An Introduction to Descent Systems and Family Organization  Arhivirana inačica izvorne stranice od 20. kolovoza 2006. (Wayback Machine)
- Kin Naming Systems: Part 1 (Eskimski, havajski i sudanski sustavi  Arhivirana inačica izvorne stranice od 16. rujna 2017. (Wayback Machine)
- Kin Naming Systems: Part 2 (Omahanski, Vrana i irokeški  Arhivirana inačica izvorne stranice od 12. svibnja 2005. (Wayback Machine)